# Steady Ground
Steady Ground var ett amerikanskt alternativ rockband från Santa Ana, Kalifornien, grundat 2003. De lanserade tre demolåtar på Myspace den 26 februari 2006: "Everyone's Emotional", "I Can't Contain Myself" och "You Better Close Your Eyes". År 2007 släpptes deras enda studioalbum, Jettison; det var även detta år som Steady Ground splittrades. Bandet är förmodligen mest kända för att ha haft den tidigare trumslagaren i The Offspring, Ron Welty, som en av medlemmarna.